# Va'a-o-Fonoti
Va'a-o-Fonoti est un district des Samoa.

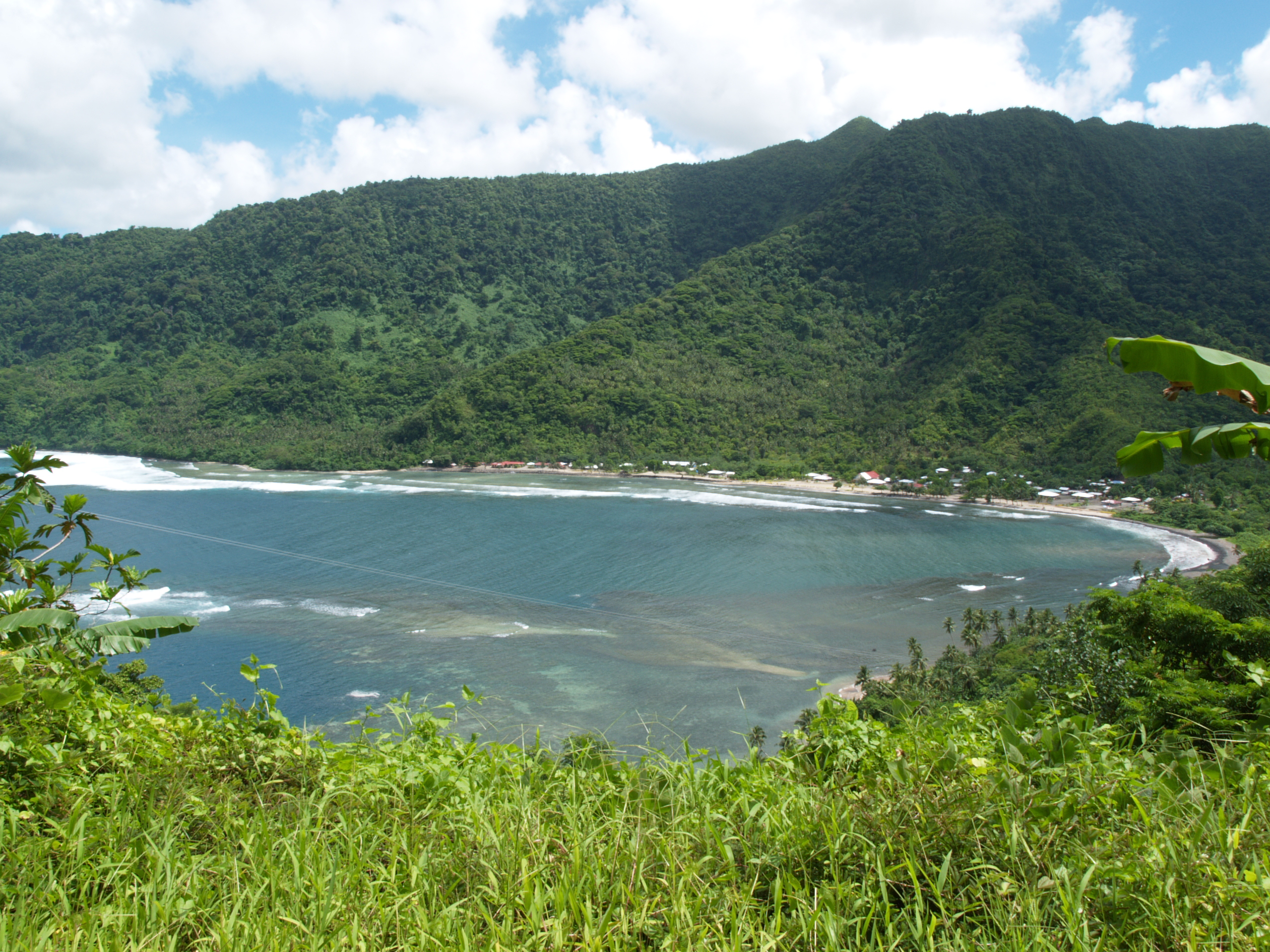
Vue du village d'Uafato dans la baie de Fagaloa